# La fragilitat del gel
La fragilitat del gel (xinès: 燃冬; transcrit com a Ran dong) és una pel·lícula sinosingapuresa de drama romàntic del 2023 escrita i dirigida per Anthony Chen. Protagonitzada per Zhou Dongyu, Liu Haoran i Qu Chuxiao, la pel·lícula va ser seleccionada per a la secció Un certain regard del Festival de Canes de 2023. Va ser seleccionada com a candidata de Singapur a la millor pel·lícula de parla no anglesa als 96ns premis Oscar. S'ha subtitulat al català.

## Repartiment
- Zhou Dongyu com a Nana[5]
- Liu Haoran com a Haofeng[5]
- Qu Chuxiao com a Han Xiao[5]
- Wei Ruguang com el fugitiu
- Liu Baisha com a membre del tour

## Producció
El juny de 2021, Chen va ser reptat per un guionista xinès durant la seva etapa com a jurat del Festival Internacional de Cinema de Shanghai. El guionista sentia que les seves pel·lícules eren inusualment "madures i precises" i li va preguntar a Chen: "Com creus que serien les teves pel·lícules si deixes anar el control i treballes amb un esperit més lliure?". A causa d'un retard de calendari de la seva pel·lícula en curs, Drift, Chen va decidir filmar sobre els joves xinesos a la Xina.
La pel·lícula es va escriure en qüestió de dies durant la quarantena del director Anthony Chen en un hotel de la Xina durant el període de pandèmia de la COVID-19. Es va rodar al voltant de les muntanyes de Changbai durant 38 dies amb escenes hivernals rodades a temperatures que van arribar als -18 graus centígrads.